# Сероцкий плацдарм
Серо́цкий плацдарм — один из двух плацдармов на западном берегу реки Нарев, в районе местечка Сероцк (40 км севернее Варшавы), захваченный в сентябре 1944 года войсками 1-го Белорусского фронта (Маршал Советского Союза К. К. Рокоссовский). Зачастую объединяется с соседним Ружанским плацдармом под названием Наревский плацдарм.

## Захват плацдарма
На рассвете 5 сентября 1-я  гвардейская отдельная мотострелковая бригада 1-го танкового корпуса с ходу форсировала реку Нарев севернее Сероцка и захватила плацдарм в 700 м по фронту и глубиной до 500 м. Вслед за ней на плацдарм переправились передовые отряды 105-го стрелкового корпуса 65-й армии. К исходу дня войска армии (генерал-полковник П. И. Батов) форсировали реку на всём фронте между Пултуском и Сероцком. К 9 сентября в ходе тяжёлых боёв Сероцкий плацдарм был расширен до 25 километров по фронту и 18 километров в глубину.

## Бои за плацдарм
Немецкое командование, стремясь ликвидировать плацдарм, сосредоточило против него 3 танковые, 3 пехотные дивизии и отдельную танковую бригаду (до 400 танков и штурмовых орудий), которые 4 октября предприняли одновременные контрудары с запада, северо-запада и юго-запада.
К 10 октября противнику удалось потеснить части 65-й армии на 3—4 км. В это время советские войска перешли в наступление с Ружанского плацдарма, и немецкое командование было вынуждено перегруппировать свои танковые дивизии на ружанское направление. В этих условиях 65-я армия, усиленная 8-м гвардейским танковым корпусом, и часть сил 70-й армии, выдвинутых на Сероцкий плацдарм, 14 октября начали наступление с целью содействия войскам, наступавшим с Ружанского плацдарма, и объединения Сероцкого плацдарма с Ружанским.
К 26 октября плацдарм был несколько расширен по фронту и в глубину, но объединить его с Ружанским плацдармом не удалось. 

## Значение плацдарма
В Млавско-Эльбингской операции 1945 года с Сероцкого плацдарма войска 2-го Белорусского фронта нанесли удар по противнику силами 65-й и 70-й армий.